# Finsterwalde

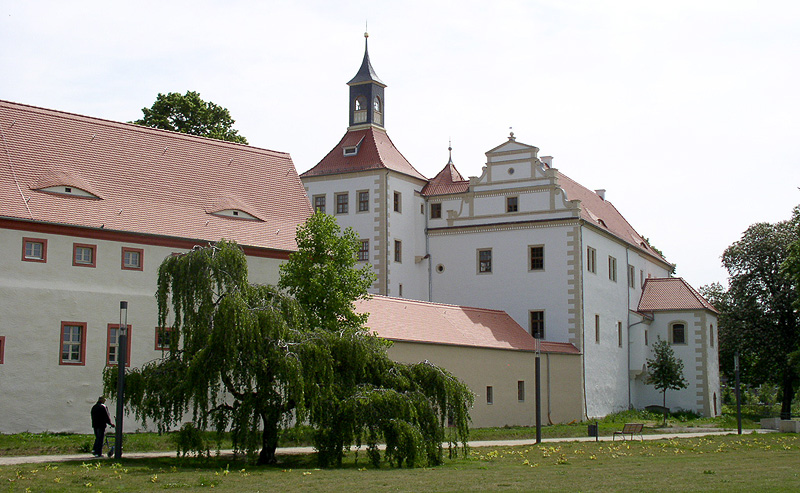
Slottet i Finsterwalde.

Finsterwalde, lågsorbiska: Grabin, är en stad i Tyskland, belägen i Landkreis Elbe-Elster i förbundslandet Brandenburg. Staden är den största kommunen i Landkreis Elbe-Elster.
Staden har det officiella tillnamnet Sängerstadt, som anspelar på stadens traditionella sångfestival och en schlager från slutet av 1800-talet, Wir sind die Sänger von Finsterwalde.

## Geografi
Staden ligger i det historiska landskapet Niederlausitz, 112 km söder om Berlin och 53 km sydväst om Cottbus. Andra storstäder i närheten är Dresden, 78 km söderut, och Leipzig, 108 km åt sydväst.

## Historia

### Medeltida handels- och hantverksstad
Finsterwalde omnämns första gången i historiska källor år 1282, som Vynsterwalde. 1303 omnämns en bosättning vid den lokala befästningen och 1336 gavs staden stadsrättigheter. Staden hade under medeltiden en träpalisad med tre stadsportar och en vallgrav. Gatunätet är typiskt för städer i Ostelbien som grundats av kolonisatörer under Ostsiedlung-perioden, med fyrkantiga kvarter omkring ett centralt torg.
Finsterwaldes borgare försörjde sig i likhet med många andra småstadsbor i området till stor del på jordbruk. Staden var även en handelsplats av viss betydelse, då den låg på en viktig handelsväg, Niedere Straße, som löpte från Leipzig och Torgau vid Elbe till Breslau i Schlesien. Här mötte den salthandelsvägen mot Jüterbog och Niemegk.
Stadens slott var ursprungligen en träbefästning, troligen från slavisk tid, som under medeltiden byggdes ut till en borganläggning. Det nuvarande renässansslottet, Schloss Finsterwalde, började uppföras under mitten av 1400-talet.
Under senmedeltiden blev vävning Finsterwaldes viktigaste näring. 1599 drabbades staden svårt av pesten. Staden blev 1625 en del av de sachsiska kurfurstliga egendomarna under Johan Georg I av Sachsen. Under trettioåriga kriget, år 1642, plundrades staden och slottet vilket ledde till en flera årtionden lång svacka i stadens handel och hantverk. Det gamla rådhuset brann ner 1675 och ersattes först 1739 med det nuvarande rådhuset i barockstil. Efter Wienkongressen 1815 tillföll staden Preussen.

### Industristad
Under 1800-talet industrialiserades stadens väverier och en textilindustri växte fram. Det största företaget i orten under denna tid var F. F. Koswigs väveri som från 1838 till 1913 växte från 3 till 730 anställda. Andra viktiga näringar var metall-, trä-, glas-, tobaks-, kemi- och elektroindustri. År 1871 anslöts staden till järnvägslinjen mellan Halle an der Saale och Sorau. Nya stadsdelar växte fram omkring den medeltida stadskärnan i takt med befolkningstillväxten, och staden växte från 1 600 invånare år 1800 till 10 726 invånare år 1900.
Under andra världskriget arbetade 963 krigsfångar samt 2 755 tvångsarbetare från de av Nazityskland ockuperade områdena i staden, bland annat i företagen Kjellberg Elektroden und Maschinen GmbH, Reichelt Metall-Schrauben AG och i stadens textilindustri. Tvångsarbetarna bodde i flera läger omkring staden. Bland dem registrerades 392 dödsfall under kriget.

### Efterkrigstiden
Staden Finsterwalde kallar sig även Sängerstadt Finsterwalde vilket härrör från en populär schlager från 1899, Wir sind die Sänger von Finsterwalde av Wilhelm Wolff. Sången blev mycket populär på Berlins scener och i hela Tyskland och staden kom därför att förknippas med sången. Med tiden blev den även omtyckt bland Finsterwaldeborna själva och sedan 1954 är den ledmotivet för stadens sångfestival, Finsterwalder Sängerfest.
Under Östtyskland och de första åren efter Tysklands återförening var staden 1952-1993 huvudort i Kreis Finsterwalde, som 1993 uppgick i Landkreis Elbe-Elster med Herzberg (Elster) som ny huvudort.

## Befolkning
| År   | Invånare |
| ---- | -------- |
| 1875 | 10 098   |
| 1890 | 11 466   |
| 1910 | 17 297   |
| 1925 | 17 474   |
| 1933 | 18 072   |
| 1939 | 20 120   |
| 1946 | 22 613   |
| 1950 | 22 374   |
| 1964 | 23 609   |
| 1971 | 23 976   |

| År   | Invånare |
| ---- | -------- |
| 1981 | 24 870   |
| 1985 | 24 781   |
| 1989 | 24 427   |
| 1990 | 23 777   |
| 1991 | 23 019   |
| 1992 | 22 985   |
| 1993 | 22 556   |
| 1994 | 22 029   |
| 1995 | 21 744   |
| 1996 | 21 457   |

| År   | Invånare |
| ---- | -------- |
| 1997 | 21 343   |
| 1998 | 20 908   |
| 1999 | 20 482   |
| 2000 | 20 103   |
| 2001 | 19 704   |
| 2002 | 19 378   |
| 2003 | 19 152   |
| 2004 | 18 985   |
| 2005 | 18 693   |
| 2006 | 18 516   |

| År   | Invånare |
| ---- | -------- |
| 2007 | 18 162   |
| 2008 | 17 861   |
| 2009 | 17 517   |
| 2010 | 17 407   |
| 2011 | 16 876   |
| 2012 | 16 680   |
| 2013 | 16 561   |
| 2014 | 16 407   |
| 2015 | 16 548   |
| 2016 | 16 497   |

| År   | Invånare |
| ---- | -------- |
| 2017 | 16 409   |
| 2018 | 16 220   |
| 2019 | 16 068   |
| 2020 | 15 968   |

Detaljerade källor anges i Wikimedia Commons..

## Kommunikationer

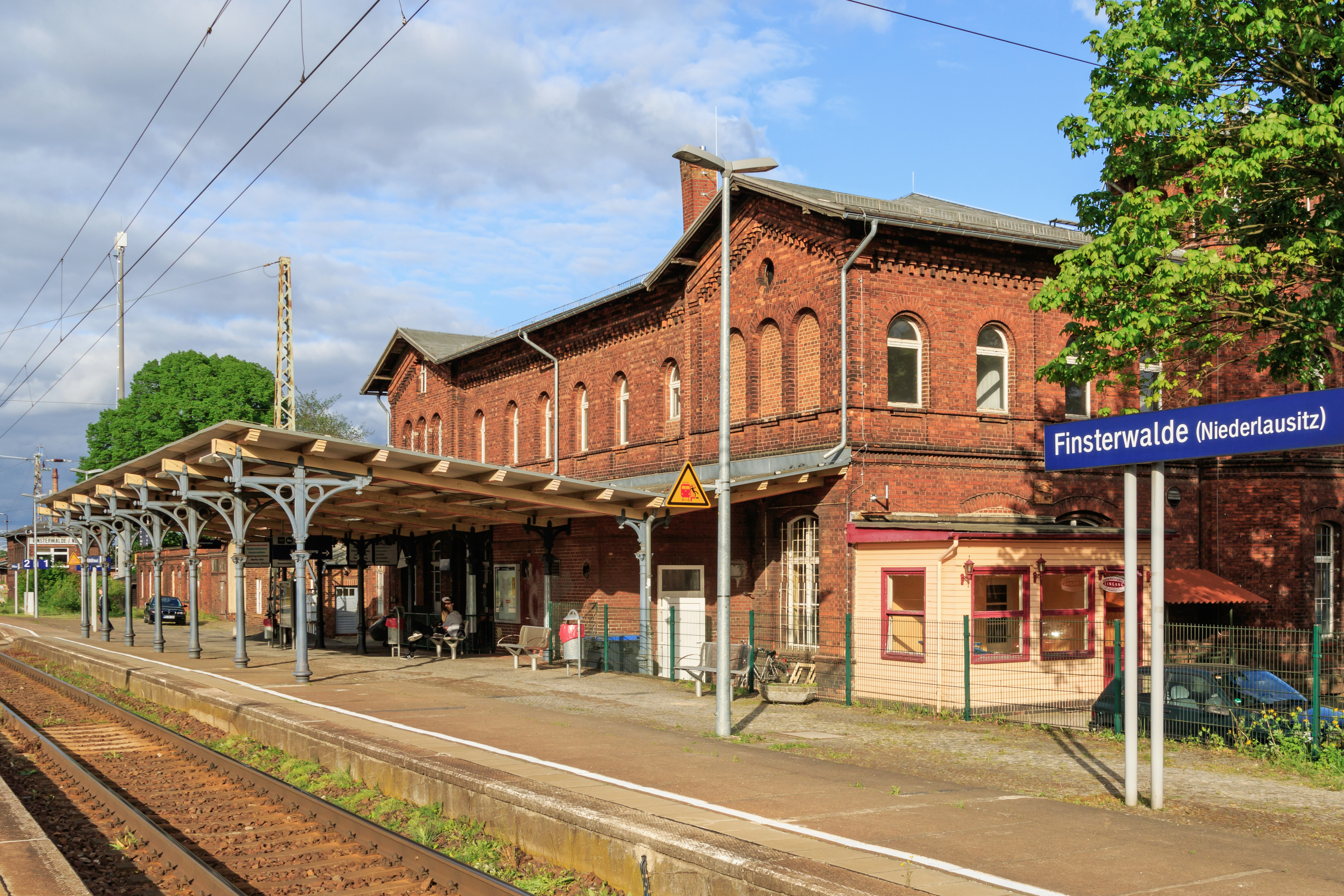
Järnvägsstationen

Finsterwaldes järnvägsstation trafikeras av regionaltåg i riktning mot Falkenberg/Elster, Leipzig och Cottbus.
Staden ligger vid den nord-sydliga förbundsvägen Bundesstrasse 96.

## Kända invånare
- Rainer Hanschke (född 1951), redskapsgymnast, OS-medaljör för DDR.
- Hans-Jürgen Riediger (född 1955), fotbollsspelare, OS-guldmedaljör för DDR 1976.

## Vänorter
- Eppelborn i Landkreis Neunkirchen, Saarland,  Tyskland
- Finspång i Östergötlands län,  Sverige
- Montataire i Oise, Picardie,  Frankrike